# Juinyà
Juinyà es una entidad de población española del municipio de Sant Ferriol, perteneciente a la provincia de Gerona, en la comunidad autónoma de Cataluña.

## Historia
Hacia mediados del siglo XIX, el lugar, por entonces perteneciente a Besalú y formado por varias casas rurales, tenía contabilizada una población de 122 habitantes. Aparece descrito en el noveno volumen del Diccionario geográfico-estadístico-histórico de España y sus posesiones de Ultramar de Pascual Madoz de la siguiente manera:

JUINYA: l. en la prov. y dióc. de Gerona (6 horas), part. jud. de Olot (5), aud. terr., c. g. de Barcelona (26), ayunt. de Besalú (3/4). sit. sobre las márg. del r. Fluviá, á la der. de la carretera de este último pueblo á Gerona, y al pie de la sierra nombrada Las Púas; le combaten comunmente los vientos del N. y E.; y su clima es templado y sano. Consta de varias casas rurales, y una igl parr. (San Martin de Capelladas), sit. cerca de la confluencia del r. de este nombre con el de Fluviá, y contiguo á ella está el cementerio. El term. confina N. Besalú; E. Faras; S. Seriñá, y O. Ausiñá, estendiéndose 3/4 de hora de N. á S., y 1/2 de E. á O. El terreno es de mediana calidad, y de secano; pues aunque le cruza el r. del mismo nombre que el pueblo, y el Fluviá, baña los confines del term., no se aprovechan para el riego las aguas de ellos, por la profundidad de sus cauces. Cruza este terr. la carretera citada, y se halla en mal estado. El correo lo recogen los interesados en la estafeta de Besalú. prod.: trigo, legumbres, vino y aceite; cria ganado de cerda, y el necesario para las labores agrícolas ; caza de conejos, y pesca de barbos y anguilas en los r. pobl.: 25 vec., 122 almas. cap. prod.: 960,400. imp.: 24,010.
(Madoz, 1847, pp. 660-661)

En la actualidad pertenece al municipio de Sant Ferriol. En 2022, la entidad singular de población tenía empadronados 41 habitantes.